# Туркі ібн Абдуллах
Туркі ібн Абдуллах (араб. ترکي بن عبدالله بن محمد; нар. 1755 — 9 травня 1834) — 1-й емір Неджду в 1819—1820 і 1824—1834 роках.

## Життєпис

### Боротьба з єгиптянами
Походив з династії Саудитів. Онук дірійського еміра Мухаммада ібн Сауда, син Абдуллаха. Народився 1755 року. Разом з батьком брав участь у військових кампаніях дірійського війська. З 1811 року відзначився у кампаніях проти єгиптян, що спочаткузахопили Хіджаз, а потім намагалися підкорити Неджд.
Після падіння Ед-Дірії в 1818 році, щоб не потрапити в полон, він утік у пустелю і сховався в племені бану-тамім. Після повренення єгиптян того ж року до Хіджазу він приєднався до призначеного ними правителя Неджда Мухаммада ібн Мішарі ібн Муаммара (небожа за материнською лінією колишнього еміра Абдул-Азіза). Але влада того виявилася хиткою. Невдоволені стали групуватися навколо Туркі. Він зайняв руїни Ед-Дірії і рушити на Ер-Ріяд. Ібн Муаммар та його син були взяті в полон та страчені. 1819 року Туркі було оголошено еміром Неджда.
Дізнавшись про повстання Туркі, єгипетський володар Мухаммед Алі відправив до Аравії військо на чолі із Хусейн-беєм. Той 1820 року захопив Ер-Ріяд, але Туркі вдалося втекти. Єгиптяни знову стали грабувати та без суду вбивати місцеве населення. Становище стало настільки нестерпним, що у 1822 року у Неджді почався озброєний опір окупантам. Єгиптянам вже не вистачало військ для придушення заколотів. Їм довелося обмежитися збереженням залог у основних містах.
В своючергу Туркі у травні-червні 1823 року закріпився в Ель-Хільві, звідки став здійснювати набіги на зайняті єгиптянами міста. Того ж року уклавсоюз з Саваїдом, правителем Джаладжила в Судаїрі. За цим захопивмісто Ірка (на захід від Ер-Ріяду) У 1823—1824 роках, скориставшись антиєгипетським повстанням, Турки взяв під свій контроль околиці Дурми, Ер-Ріяда і Манфухи, ізолювавши ворожі залоги. До кінця липня 1824 року єгиптяни залишили Манфуху, а після кількох місяців облоги був узятий і Ер-Ріяд.

### Панування
Наприкінці 1824 року Туркі перетворив Ер-Ріяд на столицю емірату. Також прийняв титул імама (за традицією дірійських емірів). Почалося будівництво мечеті, палацу Каср Аль-Хукм та укріплень. У квітні-травні 1825 року захопив Ель-Хардж. Разом з тим намагався мануврувати між Стамбулом і Каїром. Тому номінально визнавав зверхність османського султана Махмуда II, можливо, платив данину султану (за більш вірогідною версією — єгипетським чиновникам в Медині).
До 1828 року Туркі майже повністю підпорядкував регіони Ель-Касим і Джебель-Шаммар. 1830 року завдав поразки Другому Халідському емірату, внаслідокчого завоював Східну Аравію і нав'язав зверхність Халіфаху, шейху Бахрейна. До 1833 все узбережжя Перської затоки визнавало владу еміра і платило данину Туркі. В результаті вступив у протистояння з Саїдом бін Султаном, султаном Маскату, якому завдав поразки, захопившиземлі доміста Маскат.
Разом з тим вимушен був більше рахуватися з османським урядом, війська якого 1831 року повалили в Багдаді, Басрі і Лхасі владу Дауд-паши, незалежного правителя Мамлюцького Іраку.
Здаля зміцнення внутрішньої підтримки населення Туркі заборонив надзвичайніподатки з населення, засудив лихварство, рекомендував підвладним емірам та шейхам стандартизувати ваги та міри, закликав до обов'язкового дотримання домовленостей. Він вважав обов'язковим дотримання трьох релігійних принципів: єдинобожжя, молитви та виплати закяту. Еміри та шейхи мали нести особисту відповідальність за виконання цих вимог усіма членами племені. Водночас з завршенням багаторічної посухи економічна ситуація дещо покращалася. У 1833 року епідемія холери перекинулася з Хіджазу до емірату Неджд. Домашні тварини дохли без води та корму. Оази знелюднили.
Це погіршило військовіспроможності еміра, тому він відмовився втручатися у війну між племенами аназа та мутайр. Але невдовзіповстав шейх Бахрейну, а 1834 року напав на Ель-Хасу. Туркі послав проти нього сина Фейсала, а сам залишився в Ер-Ріяді.
9 травня того ж року, коли Туркі виходив після молитви через бічні двері мечеті, до нього підійшли троє людей. Один із них витяг пістолет і застрелив еміра. Негайно з'явився його родич Мішарі ібн Абдур-Рахман, який зажадав, щоб населення присягнуло йому.

## Пам'ять
Його ім'я має Велика мечеть в Ер-Ріяді.